# Dansk grammatik
Danskans grammatik är präglat av att danskan är ett nordgermanskt språk. Grammatiken företer således likheter med både norska och svenska. Till skillnad mot svenskan har danskan dock endast e som vokal i böjningsändelser. Annars liknar både böjningssystemet och syntaxen motsvarande i svenskan.

## Bokstäver och uttal

### Danska alfabetet
| A | B | C | D | E | F | G | H | I | J | K | L | M | N | O | P | Q | R | S | T | U | V | W | X | Y | Z | Æ | Ø | Å |
| a | b | c | d | e | f | g | h | i | j | k | l | m | n | o | p | q | r | s | t | u | v | w | x | y | z | æ | ø | å |
|   |   |   |   |   |   |   |   |   |   |   |   |   |   |   |   |   |   |   |   |   |   |   |   |   |   |   |   |   |

Samtliga ljudvärden som ingår i det svenska språket finns även i det danska, utom det ("äkta", blåsande och helt tonlösa) "sje-ljudet". I danska stavningar som
- skak (schack)
- skjorte (skjorta)
- stjerne (stjärna)

uttalas "s-k", "s-k-j" respektive "s-t-j" bokstav för bokstav. Däremot används det främre "tj-ljudet" i t.ex.  
- chokolade (choklad)

Men i t.ex.
- kjole (klänning)

uttalas med "k + j"

### Diftonger
Däremot finns danska ljudvärden som blott delvis eller regionalt existerar i svenskan. Dessa är uteslutande diftonger.
- [aw]: navn (namn)
- [åw]: lov (lag), vogn (vagn)
- [æw]: hævn (hämnd), revne (rämna)
- [øw]: søvn (sömn)
- [aj]: vej (väg), leje (leja="att hyra"), lege (leka), egen (egen), meget (mycket), tegn (tecken), regne (regna)
- [åj]: øje (öga), nøje (noga), løgn (lögn), døgn (dygn), nøgle (nyckel), røg (rök)

### Typiska stavningsregler som skiljer sig från svenskans
I inledning av ord används
- hv för många ord som börjar på "v" som är en fråga, detta gäller dock ej alltid. H-ljudet är ofta mer eller mindre stumt.

hvor var du ? (var var du ?), hvilke ? (vilka ?), hvordan ? (hur ?), hvis? (om ?; vems ?), venstre (vänster)
- kk används i princip alltid istället för "ck", i slutet av ord dock vanligen enbart "k". I importerade ord tillåts dock -ck.

køkken (kök), bakke (backe), nakke (nacke), snacks (snacks)
slik (gottis), stik (stick)
- c i allmänhet

Till skillnad mot norska används c annars ungefär som i svenska (med uttalas som "s"). Däremot uttalas "ch" som tj-ljudet. 
cykel (cykel), centrum (centrum), ciffer (siffra), cifre (siffror), cigar (cigarr), march (marsch), chokolade (choklad)
- nd används (oftast) istället för "nn", uttalsmässigt kan D-ljudet vara så "tunt" att det blir stumt.

vand (vatten), hende (henne), mindeværdig (minnesvärd), rinde (rinna), kunde (kund)
- Stavningen nn förekommer vanligen antingen för att undvika förväxlingar eller i ord som börjar på "d".

finne (finne [person från Finland]), kunne (kunna [jfr "kunde"=kund]), danne (skapa), denne (denna)
- ks används i de allra flesta fall i stället för x, ett fåtal undantag finns dock

ekspert (expert), straks (strax), voks (vax), saks (sax), taxa (taxi), taxi (taxi) ["taxa" och "taxi" är synonymer], saxofon (saxofon), fax (fax), Gladsaxe (ett ortnamn), Sakskøbing (ett ortnamn)
I slutet av ord, inklusive efterföljande böjningar används
- ld istället för "ll". Liksom i -nd-kombinationen kan D-ljudet bli "tunt" eller stumt.

kold (kall), koldt (kallt), sild (sill), mild (välvillig inställning), er du fuld, mand ? (är du full människa?) bold (boll, [i just detta fall är dock D-ljudet sällan stumt])
Bokstäverna "Q" och "W" används liksom i svenskan bara i namn, och med några få undantag gäller detta även för "X", medan "Z" används något mer ofta än på svenska. T.ex. stavas "zebra" aldrig med "s".

## Artiklar

### Indefinita (obestämda) artiklar
|          | Utrum | Neutrum |
| -------- | ----- | ------- |
| Singular | en    | et      |

- en bil (en bil)
- et hus (ett hus)

#### Användning
1. Den indefinita artikeln används inte framför ett yrke, nationalitet, religion:
han er læge (han är läkare)
hun er lærer (hon är lärare)
jeg er dansker (jag är dansk)
du er amerikaner (du är amerikan)
2. Den indefinita artikeln används före ett adjektiv:
han er en god læge. (han är en duktig läkare)
hun er en dygtig lærer (hon är en duktig lärare)
jeg er en høj dansker (jag är en lång dansk)
3. Den indefinita artikeln används när en relativ sats följer ett substantiv:
han er en læge, som jeg kender. (han är en läkare, som jag känner)
hun er en dansker, der bor i Tyskland. (hon är en dansk, som bor i Tyskland)
4.
I de flesta fall motsvaras utrum av svenskans reale. Det finns dock undantag.
en bi , ett bi
et kup , en kupp
en chokolade , en/ett choklad (omtvistat på svenska men ej på danska)

### Definita (bestämda) artiklar
|          | Utrum        | Neutrum      |
| -------- | ------------ | ------------ |
| Singular | den, -n/-en  | det, -t/-et  |
| Plural   | de, -ne/-ene | de, -ne/-ene |

Notering: En konsonant dubbleras efter en kort vokal: bus, bussen; hotel, hotellet

#### Användning
1. De definita artiklarna läggs vanligtvis till efter ett substantiv i singular eller plural:
bilen (bilen) bilerne (bilarna)
huset (huset) husene (husen)
bilen er rød (bilen är röd) bilerne er røde (bilarna är röda)
husene er hvide (husen är vita)
2. De definita artiklarna placeras före ett adjektiv precis som i svenska, men till skillnad från i svenska används substantivets böjning aldrig samtidigt med definit artikel. 
den røde bil (den röda bilen)
det store hus (det stora huset)
de røde biler (de röda bilarna)
de store huse (de stora husen)